# 3562 Ignatius
3562 Ignatius је астероид главног астероидног појаса са средњом удаљеношћу од Сунца која износи 2,338 астрономских јединица (АЈ).
Апсолутна магнитуда астероида је 13,1.